# Spasim

Игровой процесс Spasim.

Spasim (сокращение от англ. «space simulation» (рус. космический симулятор)) — трёхмерная многопользовательская компьютерная игра, разработанная Джимом Боуэри для компьютерной системы PLATO и выпущенная в марте 1974 года. В игре могут участвовать до 32 человек, подключившихся по сети (4 планетарных системы, в каждой из которых может находиться не более 8 игроков). Игроки управляют космическими кораблями, перемещаясь в виртуальном космическом пространстве; их позиции обновляются примерно каждую секунду. Корабли перемещаются в полярной системе координат, причём игрокам необходимо высчитывать правильные координаты для перемещения — ввиду этого программа считалась не только игровой, но и обучающей. Большое влияние на Spasim оказала Empire, другая многопользовательская игра для PLATO.
Джим Боуэри утверждал, что Spasim является первым трёхмерным многопользовательским шутером и предлагал награду в 500 долларов тому, кто смог бы опровергнуть это утверждение. Однако Gamasutra отмечает, что это утверждение представляется спорным: в 1973 году в исследовательском центре Эймса была создана программа Maze War, в которой игроки могли перемещаться по трёхмерному лабиринту и стрелять.